# Vlag van Labrador
De vlag van Labrador is een niet-officiële vlag die sinds 1974 in gebruik is voor het vastelandsgedeelte van de Canadese provincie Newfoundland en Labrador. Ze werd ontworpen door een kleine groep geleid door Michael S. Martin, een provinciaal parlementslid uit Zuid-Labrador.
De vlag heeft geen officiële erkenning maar is wel veel gebruikt en invloedrijk binnen de regio. Zo dienden de kleuren als inspiratie voor de vlag van Nunatsiavut en werd het takje overgenomen op de vlag van de Franco-Newfoundlanders.

## Ontstaansgeschiedenis
In 1973 riep de provincie Newfoundland de burgers op om projecten te ontwikkelen voor de viering van 25 jaar toetreding tot de Canadese Confederatie (in 1949). Labradors parlementslid Michael S. Martin greep dit aan om iets te doen met betrekking tot het belang van Labrador in de provinciale geschiedenis. Het maken van een Labradorse vlag had als bedoeling om ook de dunbevolkte en afgelegen regio een eigen identiteitssymbool te geven. Ook het ongenoegen met het feit dat de provincie uitsluitend de Union Flag als officiële vlag gebruikte speelde hierin mee.
De vrouw van Martin naaide zelf de eerste 64 vlaggen. Alle 59 gemeenten en andere nederzettingen in het gebied ontvingen er een, net als de drie andere Labradorse provincieparlementsleden en daarnaast nog een ieder voor zowel Martin als zijn echtgenote. De lokale besturen konden deze vlaggen uithangen op 31 maart 1974, het 25-jarig jubileum van Newfoundlands toetreding tot de Confederatie. De drie andere parlementsleden ontvingen de vlag in het parlement te St. John's tijdens een kleine ceremonie op 1 april 1974.

## Ontwerp
De vlag bestaat uit drie horizontale banen die van boven naar onder wit, groen (256 U) en blauw (2975 U) gekleurd zijn. De banen hebben een verhouding van 2:1:2; de groene baan is met andere woorden half zo breed als de twee andere.
Links bovenaan, in de witte baan, bevindt zich een gestileerde tak van een zwarte spar. De tak is twee jaar oud met in iedere jaarcyclus drie twijgjes. De twijgjes van de eerste jaargroei zijn korter dan die van de tweede jaargroei, al zijn ze binnen iedere jaargroei ruwweg even lang.

## Symboliek
De bovenste witte baan representeert de sneeuw die van groot belang is binnen de Labradorse cultuur. De onderste blauwe baan representeert het water dat dienstdoet als snelweg en levensader voor de inwoners. De groene baan representeert het groen van het land. Vanwege de lange winters in het noordelijke gebied is deze balk aanzienlijk smaller.
De keuze voor een tak van de zwarte spar heeft een dubbele betekenis. Enerzijds is het bij verre de meest voorkomende boom in de weidse taiga van het gebied. Anderzijds is het de officiële plant van de provincie en wijst het dus tegelijk op het feit dat Labrador er een integraal deel van is. Dit was mede uit ongenoegen met de onverschilligheid ten aanzien van Labrador die aan de provincieregering verweten werd.
De kortere oudste twijgjes en langere nieuwe twijgjes wijzen naar de moeilijkheden van het verleden en de mooie toekomst in het vooruitzicht. Het feit dat ieder twijgje binnen dezelfde jaargroei even lang is verwijst naar het broederschap en de gelijkwaardigheid van de drie volkeren van Labrador: de Inuit, de Innu en de blanken van Europese komaf.